# Krátká (Moravskoslezské Beskydy)
Krátká je vrchol v Moravskoslezských Beskydech dosahující nadmořské výšky 767 metrů. Nachází se jižně od obce Veřovice a je součástí chráněné krajinné oblasti Beskydy. Vrcholem též prochází hranice oddělující Moravskoslezský a Zlínský kraj.

## Turistika
Přes vrchol je vedena červená turistická značka a současně též naučná stezka pojmenovaná „Veřovické vrchy“. V sedle západně od vrcholu se navíc nachází rozcestník turistických tras pojmenovaný „Krátká – rozcestník“, kde se vedle obou turistických tras vedoucích přes vrchol setkává ještě žlutá turistická značka vedoucí sem od severozápadu z Mořkova a pokračující jižně do Zubří.